# Еникальский маяк
Еника́льский мая́к — действующий маяк, расположенный на мысе Фонарь — самой восточной точке Крымского полуострова — у входа в Керченский пролив из Азовского моря.
Неподалёку от маяка возвышается обелиск, установленный в память о воинах, павших в боях за освобождение Керчи в годы Великой Отечественной войны. Ближайший к маяку населённый пункт — посёлок Подмаячный.

## История

### Античность
Первое упоминание о маячном огне на мысе Фонарь приводится в периплах Скилака, датированных 350 годом до н. э.

### Российская империя

Еникальский маяк (1820 год)

В 1820 году для обеспечения прохода кораблей через Керченский пролив был построен маяк, названный Еникальским — по имени крепости Еникале, находившейся в 5 км южнее. Источником света служили 12 фитильных ламп на сурепном масле.
Смотрителем маяка в те годы обычно назначали отставного офицера, а в служители шли местные жители, они чистили маяк, убирали и проводили мелкий ремонт.
В 1861 году в маяке установили френелевский оптический аппарат с керосино-фитильным освещением. Такие оптические аппараты в то время умели производить лишь Франция и Великобритания, поэтому аппаратура для Еникальского маяка была закуплена за границей, общая стоимость оборудования составила около 200 тыс. руб. С 1898 года на Еникальском маяке стали использовать керосино-калильный аппарат.

### Великая Отечественная война
До Великой Отечественной войны маяк являлся старейшим в Крыму. В 1941 году смотритель маяка Михаил Николаевич Егоров эвакуировал аппаратуру маяка на таманский берег. В мае 1942 года батареи 571-го отдельного зенитного артиллерийского дивизиона держали оборону против наступающих в районе маяка немецких танков. Старший краснофлотец Александр Филимонов корректировал огонь советских батарей. При появлении немецких танков над маяком подняли флаг, вызывающий на себя огонь с косы Чушка. Маяк был разрушен снарядами, осажденные в маяке гидрографы, обеспечивавшие переправу отступающей Красной армии, погибли. В 1943 году маяк возобновил освещение временным фонарем, установленным на развалинах башни. После освобождения Керчи в 1944 году аппаратуру маяка привезли обратно. В 1946 году на месте разрушенного маяка поставили временную деревянную башню высотой 20 метров с фонарным сооружением наверху.

## Современность
В 1953 году построена современная каменная башня маяка, сооружено маячно-техническое здание, где установлены дизель-электрические агрегаты и стационарная аккумуляторная батарея. Старый светооптический аппарат был смонтирован с новым источником света — электрической лампой. В 1957 году ставится более совершенная оптическая система ЭМВ-3.
В 2002 году на Еникальском маяке установили контрольно-корректирующую станцию морской дифференциальной подсистемы ГЛОНАСС-GPS.
Около маяка расположен пост технического наблюдения пограничной службы России.

## Галерея

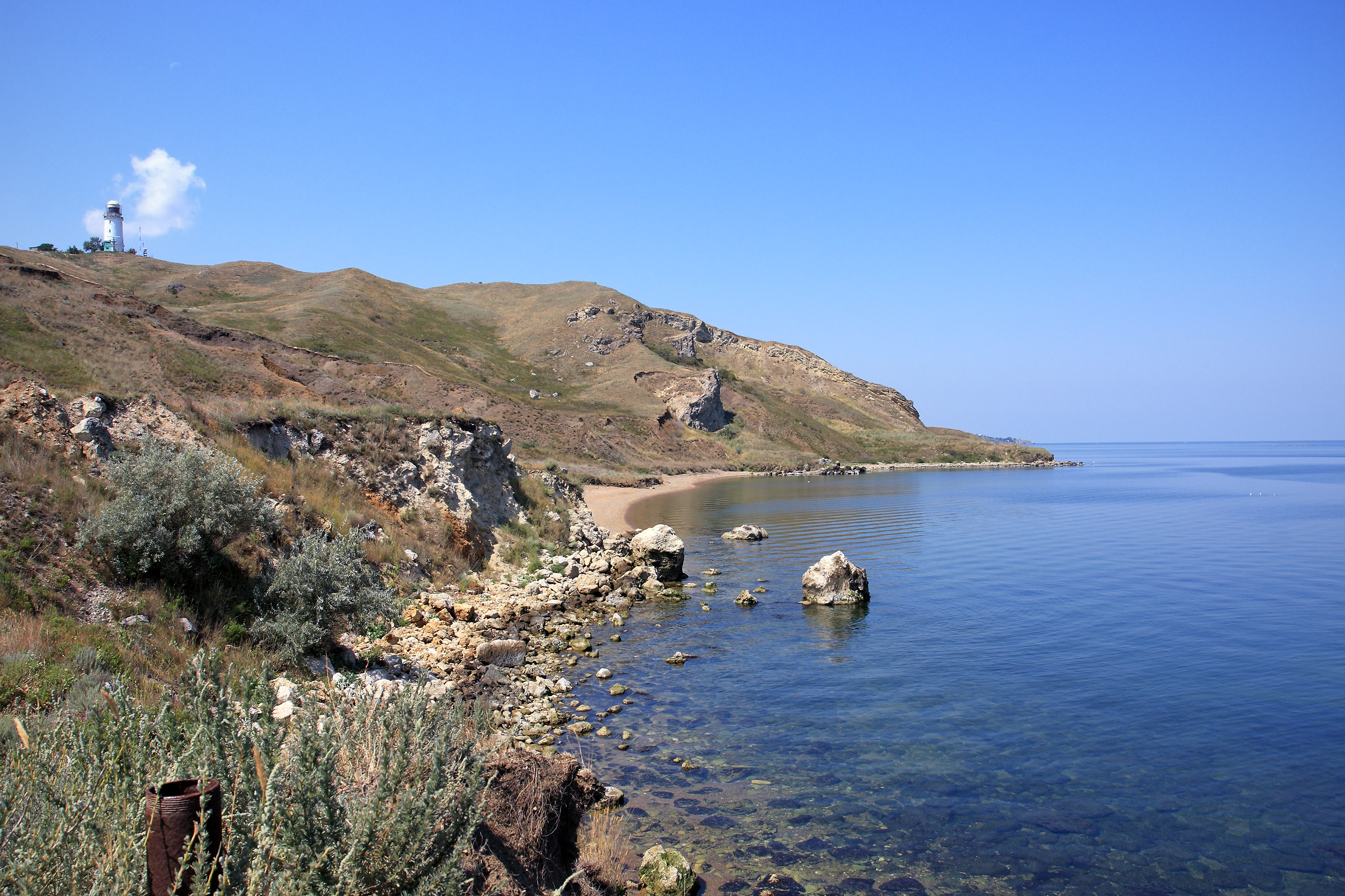
Мыс Фонарь и Еникальский маяк
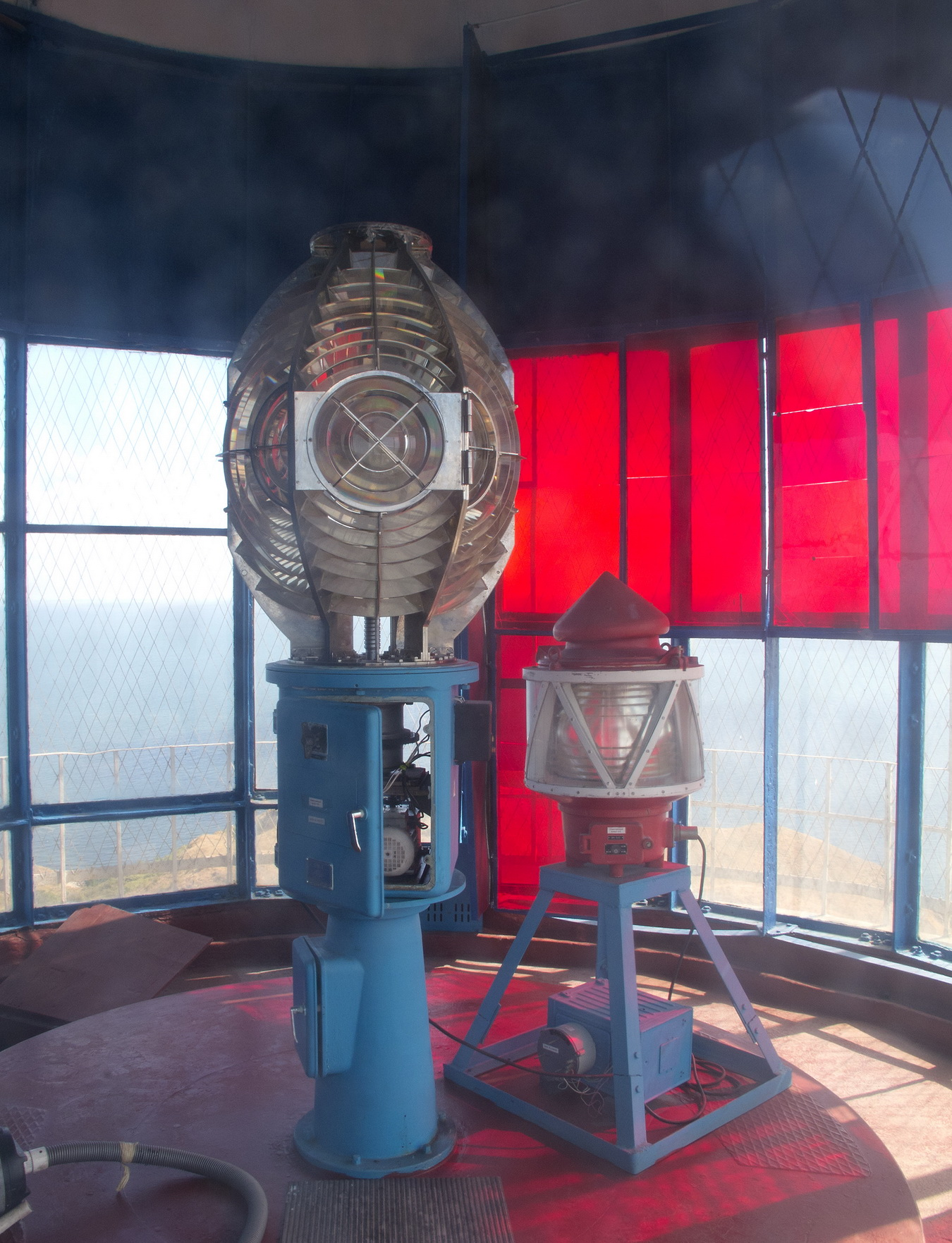
Светооптическая система Еникальского маяка
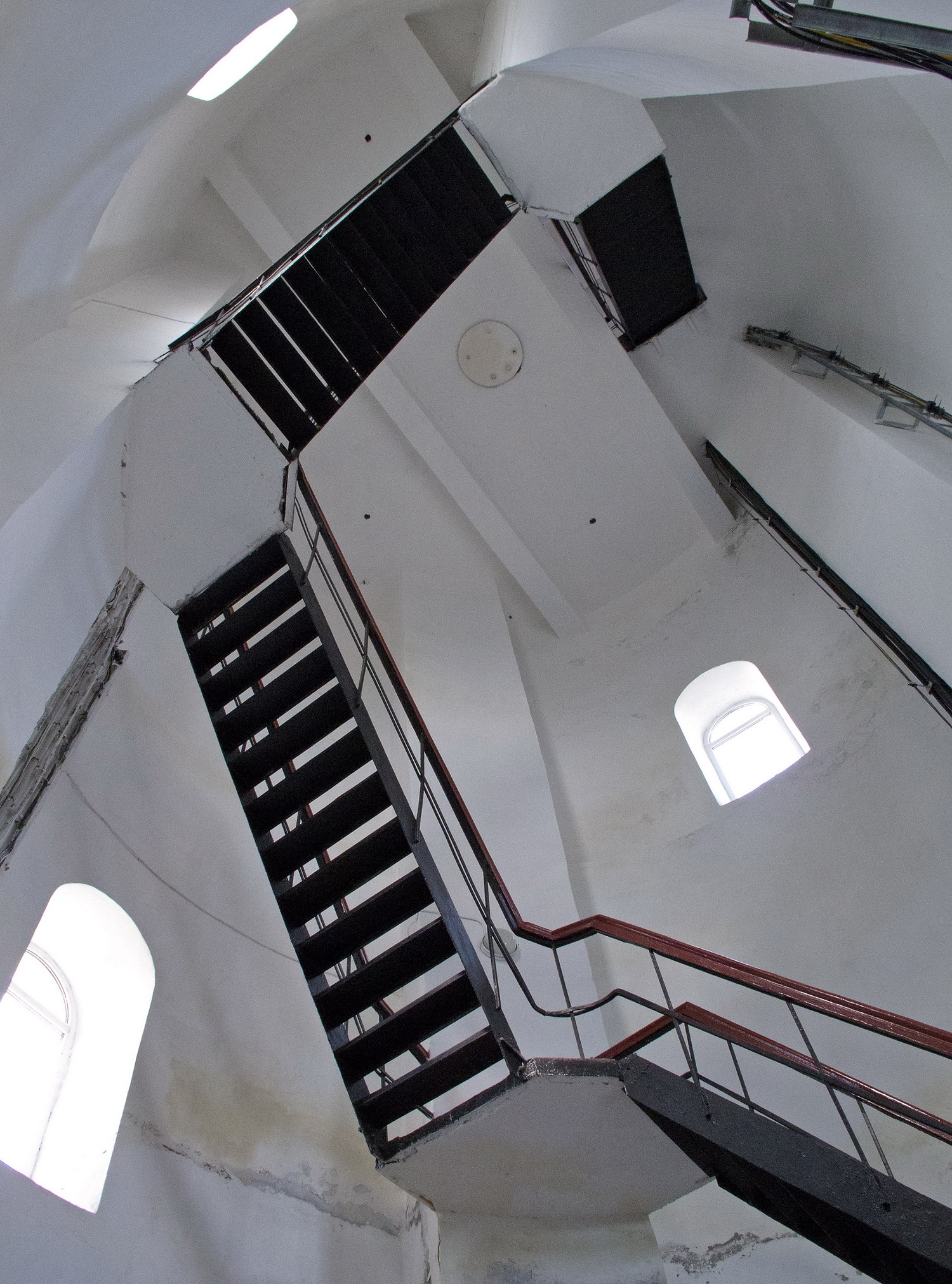
Лестница к верхней площадке Еникальского маяка
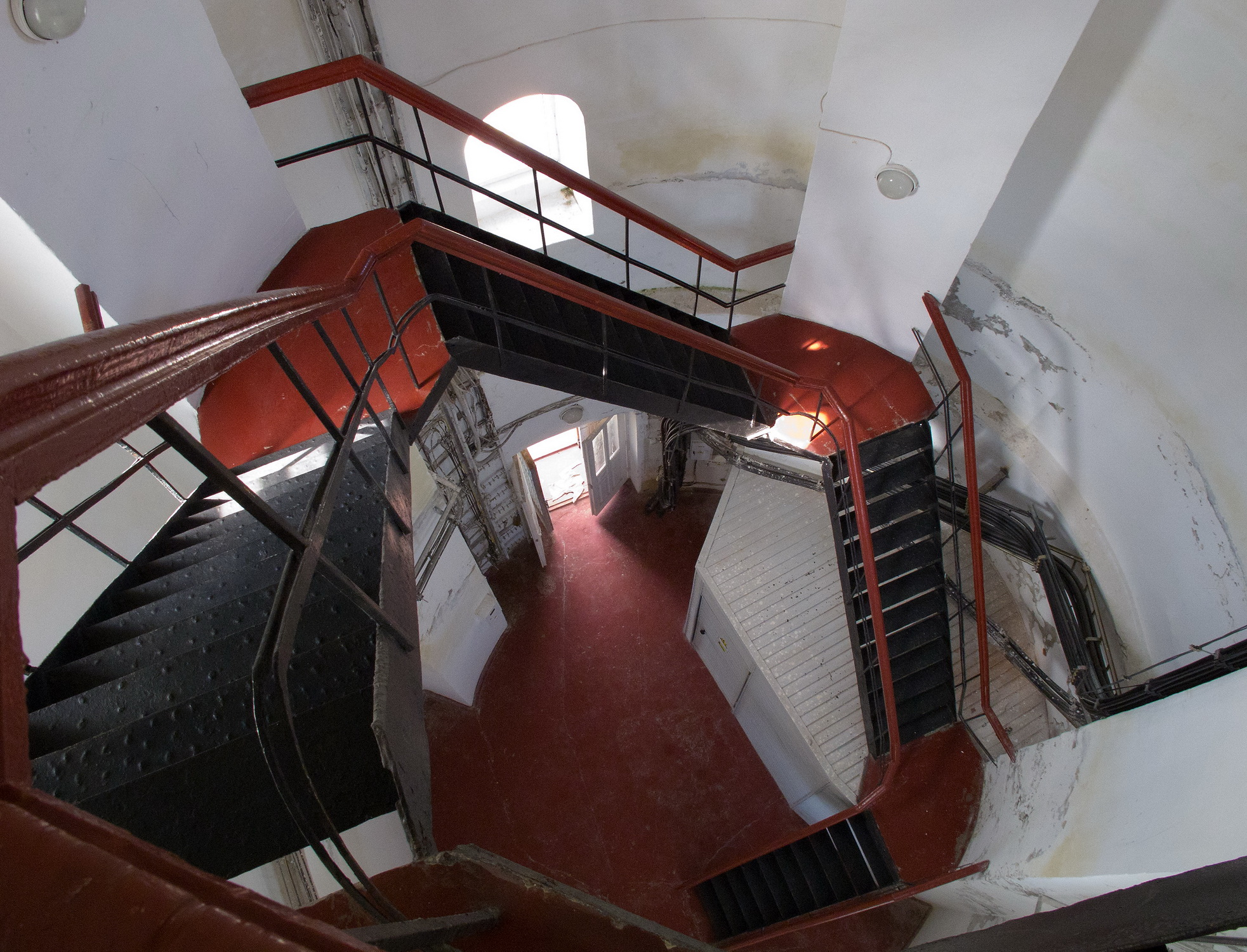
В башне Еникальского маяка
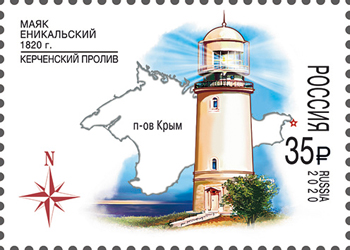
Почтовая марка. Россия. 200 лет Еникальскому маяку